# Määtänsaari (ö i Norra Österbotten, Oulunkaari)
Määtänsaari är en halvö i Finland. Den ligger i sjön Sotkajärvi och i kommunen Utajärvi i den ekonomiska regionen  Oulunkaari  och landskapet Norra Österbotten, i den centrala delen av landet, 500 km norr om huvudstaden Helsingfors.